# Tomori
Tomori je priimek v Sloveniji in tujini. Po podatkih Statističnega urada Republike Slovenije je na dan 1. januarja 2011 v Slovenji uporabljalo ta priimek 12 oseb.

## Znani slovenski nosilci priimka
- Luka Tomori (*1971), jadralec
- Martina Tomori, zdravnica

## Znani tuji nosilci priimka
- Pál Tomori (1475—1525), nadškof in ogrski general